# Cryptolinyphia sola
Cryptolinyphia sola är en spindelart som beskrevs av Alfred Frank Millidge 1991. Cryptolinyphia sola ingår i släktet Cryptolinyphia och familjen täckvävarspindlar.
Artens utbredningsområde är Colombia. Inga underarter finns listade i Catalogue of Life.